# Гала, Антонио
Антонио Гала Веласко (исп. Antonio Gala Velasco; 2 октября 1930, Брасатортас, Кастилия-Ла-Манча — 28 мая 2023, Кордова, Андалусия) — писатель и мыслитель.

## Биография
Полное имя — Антонио Анхель Кустодио Серхио Алехандро Мария де лос Долорес Рейна де лос Мартирес де ла Сантисима Тринидад и Тодос-лос-Сантос. Место и год рождения разнятся в библиографических источниках, но в официальных данных указано 2 октября 1930 года.
Для жителей бывшего Союза Антонио Гала может быть известен как сценарист фильма «Пусть говорят» с Рафаэлем в главной роли.
Во время испанского перехода к демократии (с 1976 года по начало 1980-х годов) Гала публично защищал левые политические точки зрения, не связанные с определённой политической партией. В 1978 году он призвал к статуcу автономии для Андалусии.
В 1981 году Гала был назначен президентом Ассоциации испанско-арабской дружбы и выполнял эту роль в первые годы существования ассоциации. Примерно в то же время он вступил в Общество дружбы Испания-СССР.
Гала был президентом гражданской платформы, которая выступала против постоянного членства Испании в НАТО на референдуме 1986 года.
Занимал пост президента Фонда Антонио Гала в городе Кордова, Испания, чьей основной задачей является помощь молодым людям искусства.
В 2011 году в своей колонке в газете El Mundo признался, что болен онкологическим заболеванием. В феврале 2015 года стало известно, что писатель сумел победить болезнь.
Антонио Гала Веласко — бисексуал.
В последние годы жизни Антонио Гала — пожилой эстет, живущий в своём персональном раю, где предметы хранят воспоминания, а тенистый парк вокруг усадьбы способен стать новой метафорой потерянного рая в романе «За садом» (исп. Más allá del jardín), кстати, экранизированном в 1996 году режиссёром Педро Олеа.